# Berlin (Georgia)
Berlin es un pueblo ubicado en el condado de Colquitt en el estado estadounidense de Georgia. En el censo de 2000, su población era de 595.

## Demografía
En el 2000 la renta per cápita promedia del hogar era de $33,438, y el ingreso promedio para una familia era de $39,167. El ingreso per cápita para la localidad era de $15,461. Los hombres tenían un ingreso per cápita de $37,500 contra $20,536 para las mujeres.

## Geografía
Berlin se encuentra ubicado en las coordenadas 31°4′3″N 83°37′25″O / 31.06750, -83.62361 (31.067405, -83.623649).
Según la Oficina del Censo, la localidad tiene un área total de 1,9 km² (0,7 mi²), de la cual 1,9 km² (0,7 mi²) es tierra y 0 km² (0 mi²) (0.0%) es agua.